# Kontinentální pohár v ledním hokeji 2014/2015
Kontinentální pohár 2014-15 byl v pořadí 18. ročníkem druhé nejvyšší klubové soutěže v Evropě. Běloruský tým Neman Grodno vyhrál tuto soutěž poprvé a zajistil si účast v Hokejové lize mistrů 2015/2016.

## Kvalifikované týmy
| Tým                      | Kvalifikace                                           |
| Kvalifikováni do 3. kola | Kvalifikováni do 3. kola                              |
| ------------------------ | ----------------------------------------------------- |
| Ritten Sport             | 2013–14 Elite A celkový vítěz                         |
| Herning Blue Fox         | 2013–14 Metal Ligaen druhý tým                        |
| Yertis Pavlodar          | 2013–14 Kazakhstan Hockey Championship celkový vítěz  |
| Neman Grodno             | 2013–14 Belarusian Extraleague celkový vítěz          |
| Ducs d'Angers            | 2013–14 Ligue Magnus druhý tým                        |
| Kompanion-Naftohaz[a]    | 2013–14 Ukrainian Hockey Championship celkový vítěz   |
| Kvalifikováni do 2. kola |                                                       |
| Fischtown Pinguins       | 2013–14 DEL2 celkový vítěz                            |
| Belfast Giants           | 2013–14 Elite League celkový vítěz                    |
| Tilburg Trappers         | 2013–14 Eredivisie celkový vítěz                      |
| Sanok                    | 2013–14 Polska Liga Hokejowa celkový vítěz            |
| Corona 2010 Braşov       | 2013–14 Romanian Hockey League celkový vítěz          |
| Dunaújvárosi Acélbikák   | 2013–14 OB I bajnokság celkový vítěz                  |
| Prizma Riga              | 2013–14 Latvian Hockey League celkový vítěz           |
| Kvalifikováni do 1. kola |                                                       |
| CSKA Sofia               | 2013–14 Bulgarian Hockey League celkový vítěz         |
| Puigcerdà                | 2013–14 Liga Nacional de Hockey Hielo druhý tým       |
| Beostar                  | 2013–14 Serbian Hockey League druhý tým               |
| Izmir BB GSK             | 2013–14 Turkish Ice Hockey Super League celkový vítěz |

- a Kompanion-Naftohaz stáhl svou účast a byl nahrazan druhým nejlepším týmem druhého kola a tím se stal tým Belfast Giants .[1]